# 石原英康
石原 英康（いしはら ひでやす、1975年8月7日 - ）は、日本の元プロボクサー。岐阜県岐阜市生まれ。第22代OPBF東洋太平洋スーパーフライ級王者。大垣日本大学高等学校、駒澤大学卒業。現役時代は松田ボクシングジムに所属した。

## 来歴
1995年全日本選手権準優勝。1998年5月4日にフライ級でプロデビュー。デビュー戦で日本フライ級王者スズキ・カバトと名古屋国際会議場でのノンタイトル6回戦で対戦し、2-0（58-55、58-57、57-57）の判定勝ちでデビュー戦を勝利で飾った。デビュー戦でいきなり世界ランカーとなり一躍脚光を浴びた。
3戦目でスズキ・カバトを破り日本フライ級王者となっていたセレス小林を相手に、史上最短日本王座獲得を狙うが（最短日本王座獲得記録は、平仲明信、辰吉丈一郎の4戦目）敗北を喫し、6戦目には元WBA世界王者ヘスス・ロハス（ベネズエラ）にKO負けするなど、長い不遇の時期が続いた。
その後スーパーフライ級に階級を上げ、2002年7月7日にジョエル・アビラと、空位のOPBF東洋太平洋スーパーフライ級王座決定戦を行い、2Rにダウンを喫するも挽回し、7R負傷判定勝ちで王座獲得。同王座は、2回防衛した後に返上した。
2004年5月16日にWBA同級世界王者アレクサンデル・ムニョス（ベネズエラ）に挑戦が決定するも、直前にムニョスが負傷のため訪日が不可能となった。このための緊急処置として暫定王座決定戦がセットされ、石原の対戦相手は当時WBA同級1位のマーティン・カスティーリョ（メキシコ）に変更された。不利を予想された石原は、カスティーリョと互角の戦いを見せ、健闘するが、石原リードで迎えた11R、カスティーリョの右ストレートでダウンを喫し、逆転TKO負けで世界王座獲得はならなかった。
2005年6月26日に、今度は正規王者となったマーティン・カスティーリョに挑戦したが判定負けし、この試合を最後に引退した。
2006年に、中部大学の集中講義で単位履修し教員免許高等学校1種を取得。その後中京高等学校で教鞭をとっている。後にプロ経験者のアマチュアボクシング復帰を認める規則が制定されると、ボクシング部の部長として後進の指導にも当たり、教え子の田中恒成が高校四冠を達成した後、元同門畑中清詞のジムでプロ転向、デビュー記者会見には石原も同席した。